# Ếch Cabalian
Ếch Cabalian hay ếch suối thân mảnh Leyte (danh pháp hai phần: Hylarana albotuberculata) là một loài ếch trong họ Ranidae.
Nó là loài đặc hữu của các đảo Leyte, Samar và Mindanao thuộc Philippines.
Các môi trường sống tự nhiên của chúng là các khu rừng khô nhiệt đới hoặc cận nhiệt đới, rừng ẩm vùng đất thấp nhiệt đới hoặc cận nhiệt đới, các khu rừng vùng núi ẩm nhiệt đới hoặc cận nhiệt đới, sông, và sông có nước theo mùa.
Nó bị đe dọa do mất môi trường sống.